# Třída Sandhayak (1977)
Třída Sandhayak je třída středních výzkumných lodí indického námořnictva. Jejich hlavním posláním je hydrografický, oceánologický, nebo geofyzikální výzkum. Sekundárně mohou být využity například při živelních pohromách a misích SAR. Celkem bylo postaveno osm jednotek této třídy. Prototyp byl do služby přijat roku 1981. K roku 2025 ve službě zůstávalo pět plavidel, nahrazovaných novou generací plavidel třídy Sandhayak.

## Stavba
Celkem bylo postaveno osm jednotek, z toho tři postavila indická loděnice Garden Reach Shipbuilders & Engineers (GRSE) v Kalkatě a pět indická loděnice Goa Shipyard Limited (GSL) ve Vasco da Gama ve státě Goa.
Jednotky třídy Sandhayak:
| Jméno                  | Skupina   | Loděnice | Spuštěna           | Vstup do služby | Status                     |
| ---------------------- | --------- | -------- | ------------------ | --------------- | -------------------------- |
| INS Sandhayak (J18)    | Batch I   | GRSE     | 6. dubna 1977      | 14. března 1981 | vyřazena 4. června 2021    |
| INS Nirdeshak (J19)    | Batch I   | GRSE     | 16. listopadu 1978 | 4. října 1982   | vyřazena 19. prosince 2014 |
| INS Nirupak (J20)      | Batch I   | GRSE     | 4. června 1981     | 14. srpna 1985  | vyřazena 29. ledna 2024    |
| INS Investigator (J15) | Batch II  | GSL      | 8. srpna 1987      | 11. ledna 1990  | aktivní                    |
| INS Jamuna (J16)       | Batch II  | GSL      | 4. září 1989       | 31. srpna 1991  | aktivní                    |
| INS Sutlej (J17)       | Batch II  | GSL      | 1. prosince 1991   | 19. února 1993  | aktivní                    |
| INS Darshak (J21)      | Batch III | GSL      | 28. dubna 1998     | 28. dubna 2001  | aktivní                    |
| INS Sarvekshak (J22)   | Batch III | GSL      | 24. listopadu 1999 | 14. ledna 2002  | aktivní                    |

## Konstrukce

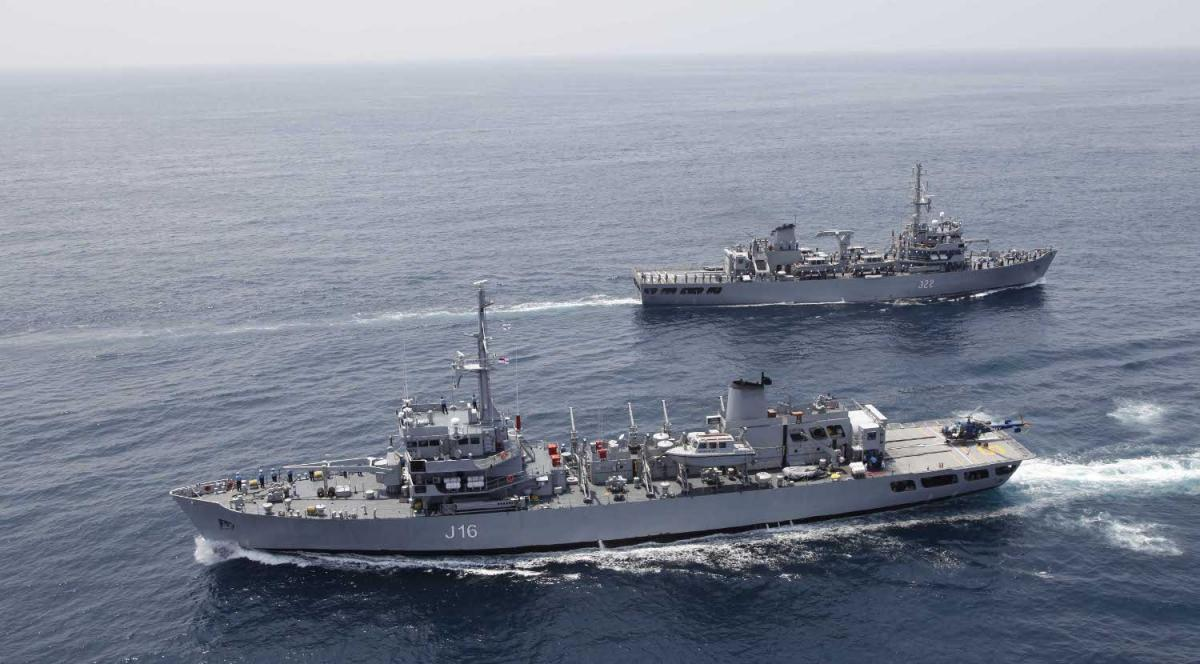
INS Jamuna (J16) a INS Sarvekshak (J22) v roce 2014

Součástí vybavení je navigační radar Racal Decca 1629, sonarové systémy, čtyři výzkumné čluny a dva malé čluny. Výzbroj tvoří jeden až dva 40mm/60 kanóny Bofors. Na zádi je přistávací plocha pro vrtulník HAL Chetak. Plavidla jsou vybavena teleskopickým hangárem. Pohonný systém tvoří dva diesely, každý o výkonu 2400 bhp, roztáčející dva lodní šrouby se stavitelnými lopatkami. Nejvyšší rychlost dosahuje šestnáct uzlů. Dosah je 6000 námořních mil při rychlosti čtrnáct uzlů a 14 000 námořních mil při deseti uzlech.

## Služba

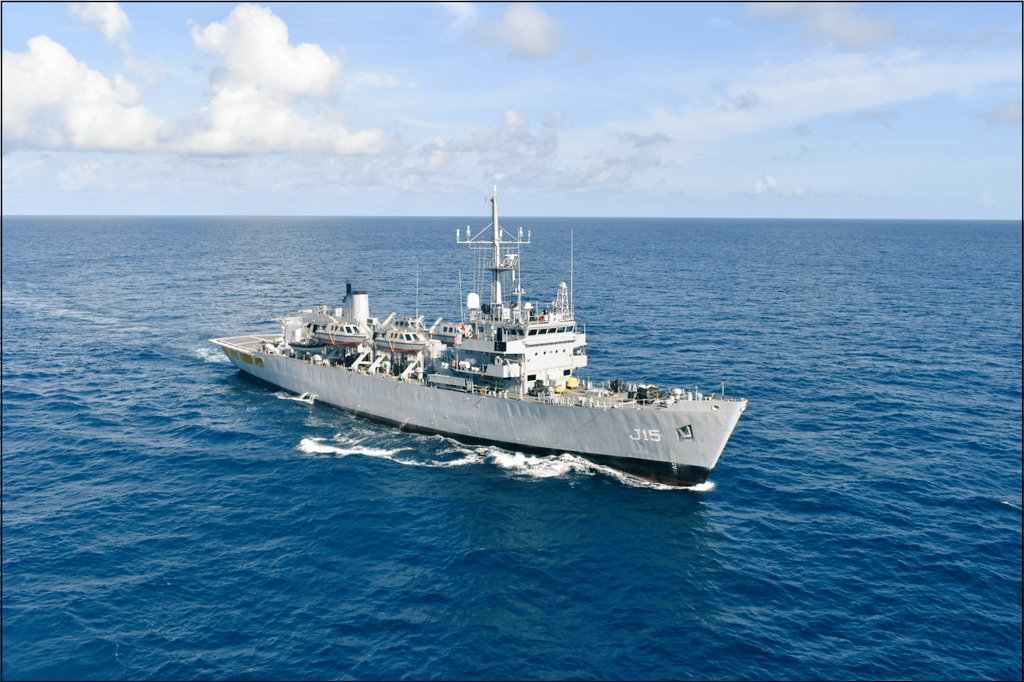
INS Investigator (J15)

V letech 1994–1995 plavidla prováděla hydrografický výzkum pro Omán. Jindy působila ve prospěch Indonésie. Roku 2001 se Jamuna zapojila do záchranných prací v zemětřesení zasaženém státu Gudžarát. Výzkumná loď Darshak byla využita k průzkumu lodních vraků v oblasti Tamilnádu. Roku 2004 navíc zkoumala pozůstatky města Poompuhar.
V roce 2009 byla výzkumná loď Nirdeshak vyslána na Seychely, aby napomohla potírání pirátství. Při jedné akci spolupracovala se španělskou fregatou Numancia (F-83) na zadržení devíti pirátů.
V rámci spolupráce mezi Indií a Mauriciem, formalizované roku 2005 podpisem společného memoranda, indické výzkumné lodě dlouhodobě mapovaly tamní vody, kontinentální šelf, nebo přístavy. Roku 2015 bylo memorandum prodlouženo o dalších pět let. Od prosince 2018 do ledna 2019 do byla Sarvekshak. V pořadí třináctou výzkumnou misi na Mauricius v prosinci 2019 dokončilo indické plavidlo Darshak.